# Oh Seong-ok
Oh Seong-ok, née le 10 octobre 1972 , est une handballeuse sud-coréenne.
Avec l'équipe de Corée du Sud, elle participe à cinq Jeux olympiques consécutifs de 1992 à 2008, seule handballeuse avec le russe Andreï Lavrov à réaliser cette performance. Elle y remporte une médaille d'or en 1992, deux d'argent en 1996 et 2004 et une de bronze en 2008). En 2000 et en 2008, elle est élue dans l'équipe-type du tournoi olympique.
Elle remporte également le titre de championne du monde 1995, une médaille de bronze au championnat du monde 2003, ainsi que plusieurs titres de championne d'Asie.
De 2006 à 2010, elle évolue dans le club de Hypo Niederösterreich avec lequel elle remporte quatre titres de championne d'Autriche et quatre Coupes d'Autriche. Elle atteint également la finale de la Ligue des champions en 2008.

## Biographie
Oh Seong-ok commence sa carrière en Corée du Sud. En 1999, après la naissance de son fils, elle décide de s'expatrier et rejoint le club japonais d'Hiroshima Maple Reds puis, en 2006, le club autrichien d'Hypo Niederösterreich.

## Palmarès

### Club
- Compétitions internationales
  - finaliste de la Ligue des champions en 2008

- Compétitions nationales
  - vainqueur du Championnat d'Autriche (4) : 2007, 2008, 2009 et 2010
  - vainqueur de la Coupe d'Autriche (4) : 2007, 2008, 2009 et 2010
  - vainqueur du Championnat du Japon (6)[1]
  - vainqueur du Championnat de Corée du Sud (4)[1]

### Sélection nationale
Jeux olympiques
- médaille d'or aux Jeux olympiques de 1992 à Barcelone,  Espagne
- médaille d'argent aux Jeux olympiques de 1996 à Atlanta,  États-Unis
- médaille de bronze aux Jeux olympiques de 2004 à Athènes,  Grèce
- médaille de bronze aux Jeux olympiques de 2008 à Pékin,  Chine
- 4e aux Jeux olympiques de 2000 à Sydney,  Australie

Championnats du monde
- Médaille d'or au Championnat du monde 1995,  Autriche /  Hongrie
- Médaille de bronze au Championnat du monde 2003,  Croatie

Jeux asiatiques
- médaille d'or aux Jeux asiatiques de 1990
- médaille d'or aux Jeux asiatiques de 1994

Championnats d'Asie[réf. nécessaire]
- médaille d'or au Championnat d'Asie 1991
- médaille d'or au Championnat d'Asie 1993
- médaille d'or au Championnat d'Asie 1995
- médaille d'or au Championnat d'Asie 1997
- médaille d'or au Championnat d'Asie 1999
- médaille d'or au Championnat d'Asie 2000

### Distinction personnelle
- Élue meilleure demi-centre aux Jeux olympiques de 2000 à Sydney,  Australie
- Élue meilleure demi-centre aux Jeux olympiques de 2008 à Pékin,  Chine